# گمینا ننزا
گمینا ننزا (به لهستانی:  Gmina Nędza) یک گمینا در لهستان است که در شهرستان راچیبوژ واقع شده‌است. گمینا ننزا ۵۷٫۱۴ کیلومتر مربع مساحت و ۷٬۱۹۵ نفر جمعیت دارد.

## نگارخانه

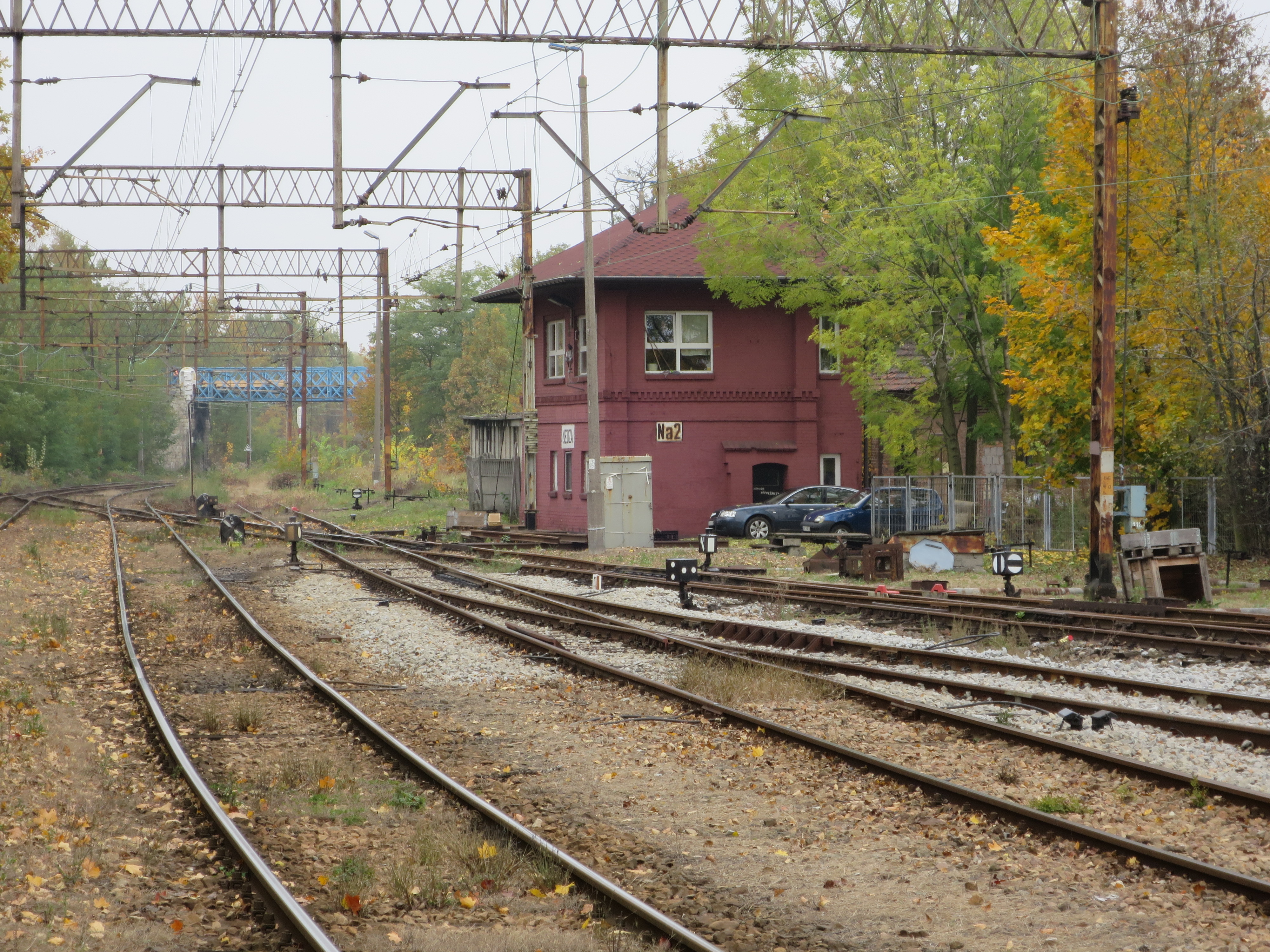
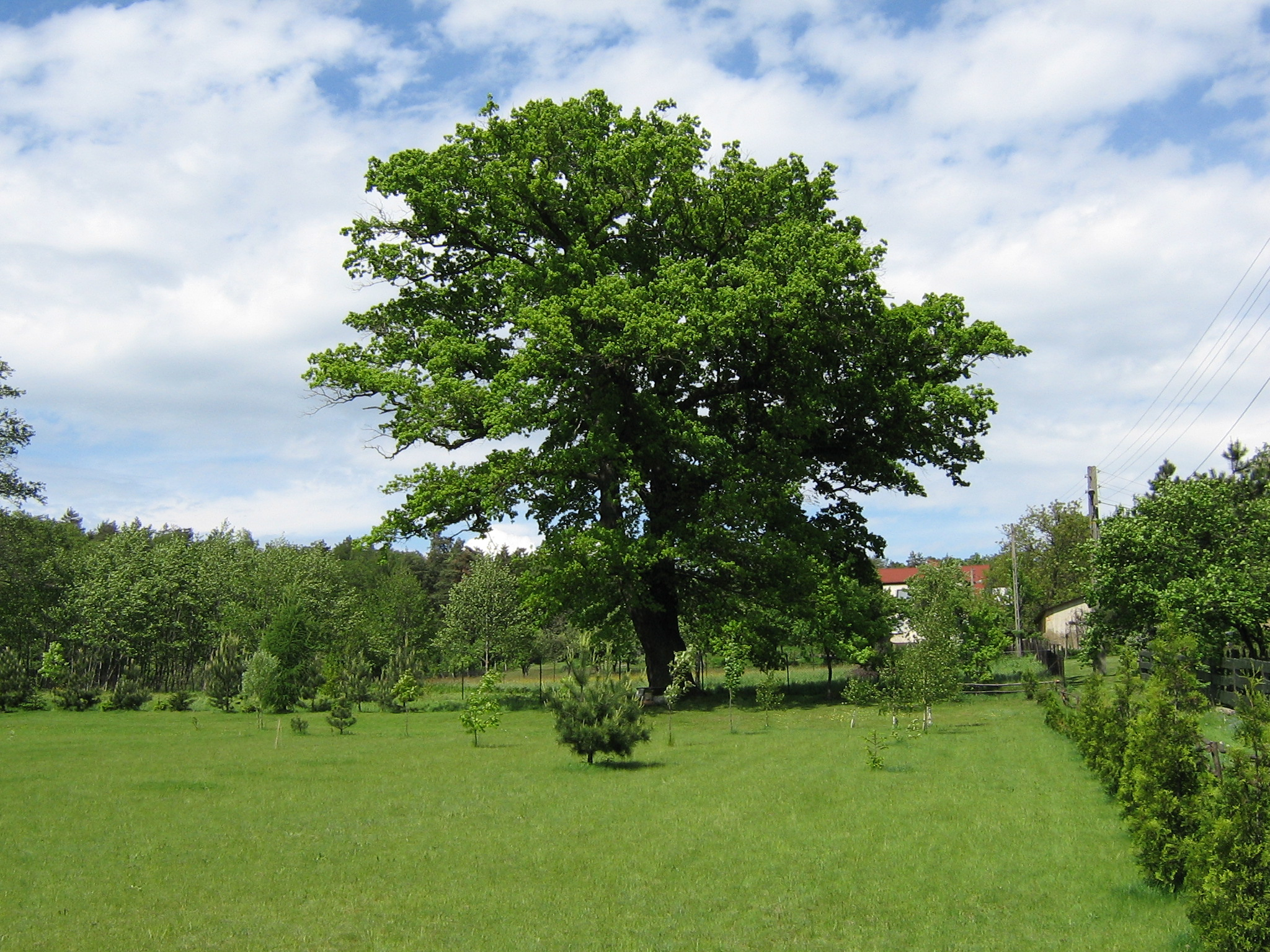
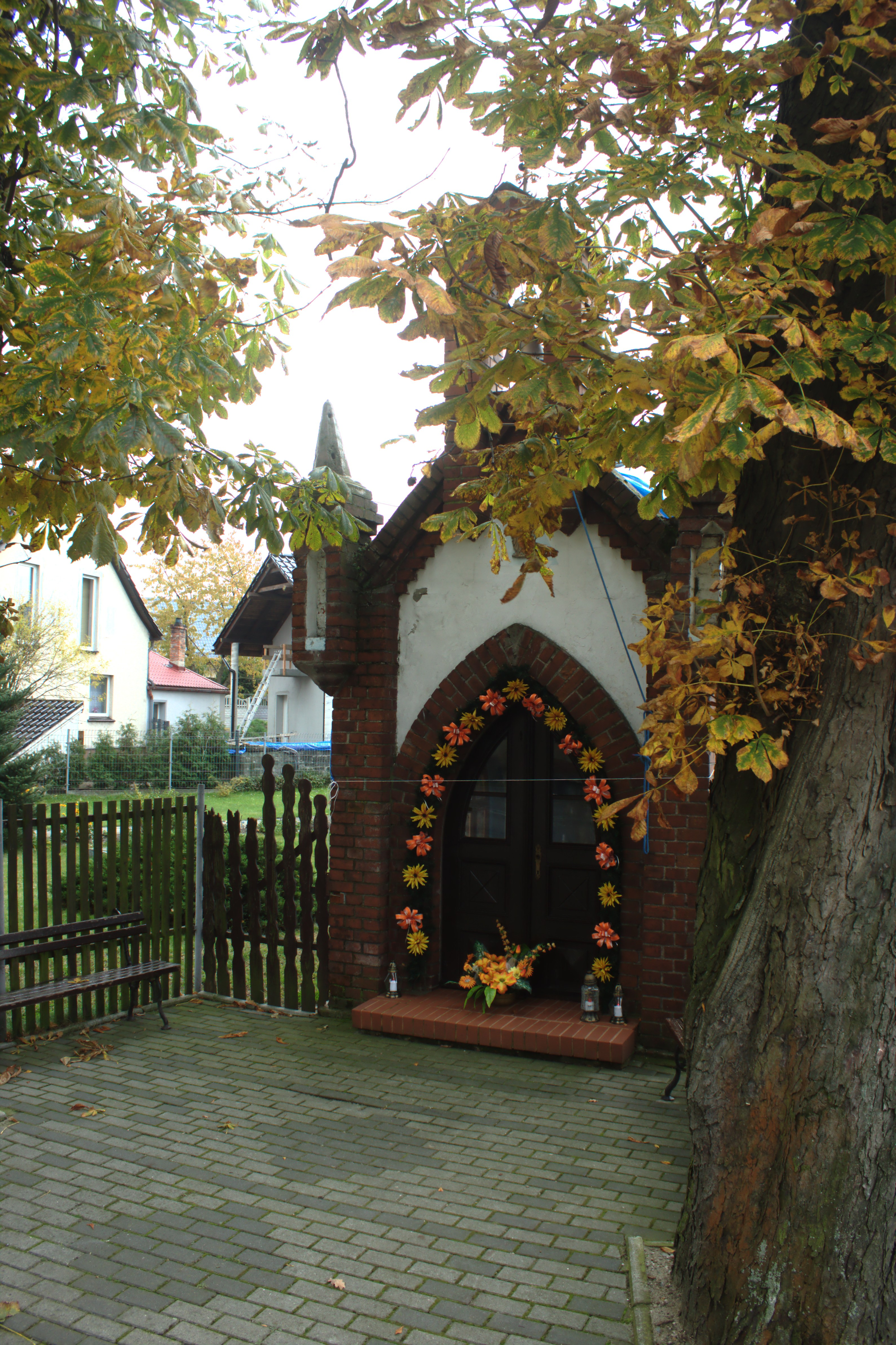